# Nicolas Pierre Tourte
Nicolas Pierre Tourte, noto come Tourte père (... – Parigi, 1764), è stato un liutaio e archettaio francese.
Padre e maestro di Nicolas Léonard e François Xavier Tourte, la sua famiglia introdusse le caratteristiche proprie dell'arco moderno e segnò la nascita della scuola d'archetteria francese.

## Biografia
Arrivato a Parigi probabilmente intorno al 1740, lavorò come carpentiere fino al 1742 circa, aprendo in seguito una bottega nella quale costruiva sia strumenti sia archi. Nel 1756 suo figlio Nicolas Léonard iniziò a collaborare con lui presso il laboratorio, proseguendo l'attività alla morte del padre nel 1764.
 È a lui attribuito un violino etichettato Pierre Tourte / Fait à Paris, 1747.

## Caratteristiche della produzione
I suoi strumenti avevano bombatura media e ƒƒ allungate. Alcuni suoi ricci sono scolpiti con teste femminili. Per quanto riguarda gli archi, ha introdotto il meccanismo a vite e la curva concava, in direzione opposta alla curva degli archi barocchi. Le bacchette erano scanalate per metà o tutta la lunghezza, e la punta era più leggera ed elegante rispetto alla produzione dell'epoca. Usava legni leggeri e una geometria ben proporzionata, con finiture in avorio per il tallone e il bottone.